# مدرسة ماونت نوتردام الثانوية
مدرسة ماونت نوتردام الثانوية (بالإنجليزية: Mount Notre Dame High School)‏ هي مدرسة ثانوية كاثوليكية استثنائية للشابات. المدرسة تابعة لراهبات نوتردام دي نامور كجزء من أبرشية سينسيناتي.

## تاريخ
في أوائل القرن التاسع عشر، كانت أكاديمية نوتردام مدرسة نهارية وداخلية في وسط مدينة سينسيناتي. بسبب الظروف السيئة في الشارع السادس، نقلت المدرسة المدرسة الداخلية إلى مكان هادئ في ريدينغ في عام 1860. بعد ثلاثة عقود، انضم إليهم طلاب المدارس النهارية. أصبحت مدرسة ماونت نوتردام مدرسة ثانوية أبرشية في عام 1956 وقد حافظت على إرثها القوي كأقدم أكاديمية نسائية بالكامل في سينسيناتي.
تضم المدرسة عددا من النوادي، وهي كالآتي:
- سفراء
- نادي الفن
- نادي الكتاب
- الكوجر الذي كود
- نادي خال من المخدرات في أمريكا
- النادي الفرنسي
- جمعية الشرف الفرنسية الوطنية
- المرح في اللياقة البدنية
- جمعية الفتيات الرياضية
- الدوري الأكاديمي للمدرسة
- نادي الثقافة اليابانية
- النادي اللاتيني
- جمعية الشرف اللاتينية
- الأمم المتحدة النموذجية
- مو ألفا ثيتا
- مجتمع الشرف الوطني
- رو كابا
- النادي العلمي
- نادي الأسبانية
- جمعية الشرف الاسبانية الوطنية
- عشاق المسرح
- مقهى رايترز

## خريجون بارزون
- ميل توماس - لاعبة كرة السلة NCAA سيدات [بحاجة لمصدر]
- روز لافيل - لاعب كرة قدم لمنتخب الولايات المتحدة [بحاجة لمصدر]
- راشيل آدامز - لاعب الكرة الطائرة الأولمبي [بحاجة لمصدر]